# قوس أعمى

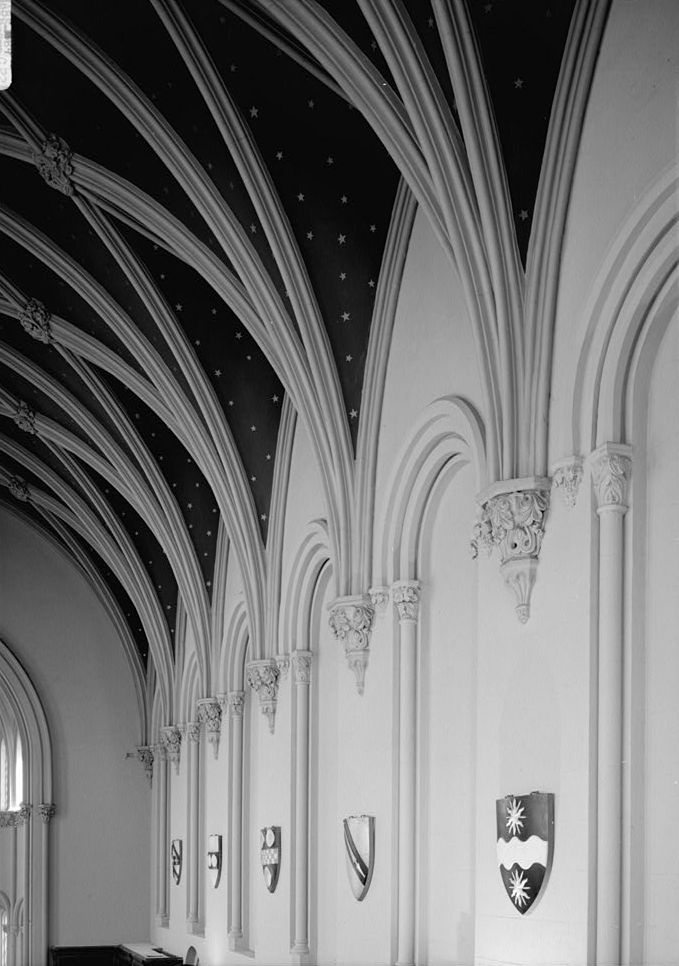
أقواس عمياء على شكل رواق أعمى في مؤسسة سميثسونيان، واشنطن العاصمة

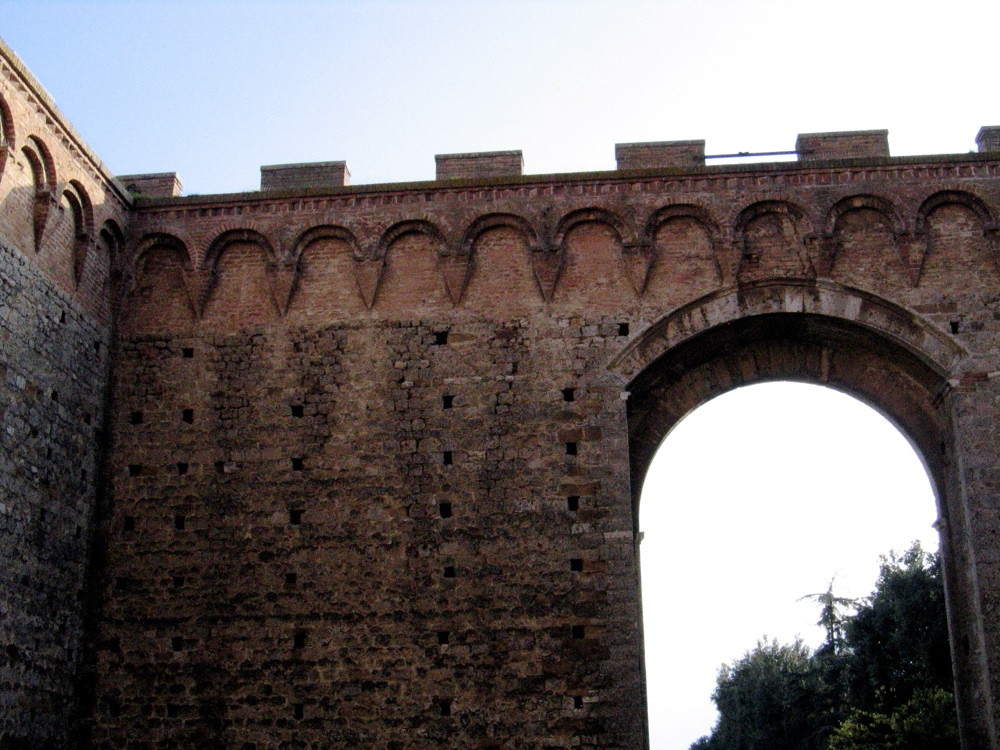
أقواس عمياء على شكل شكل لمبردي على جدار في سيينا (إيطاليا).

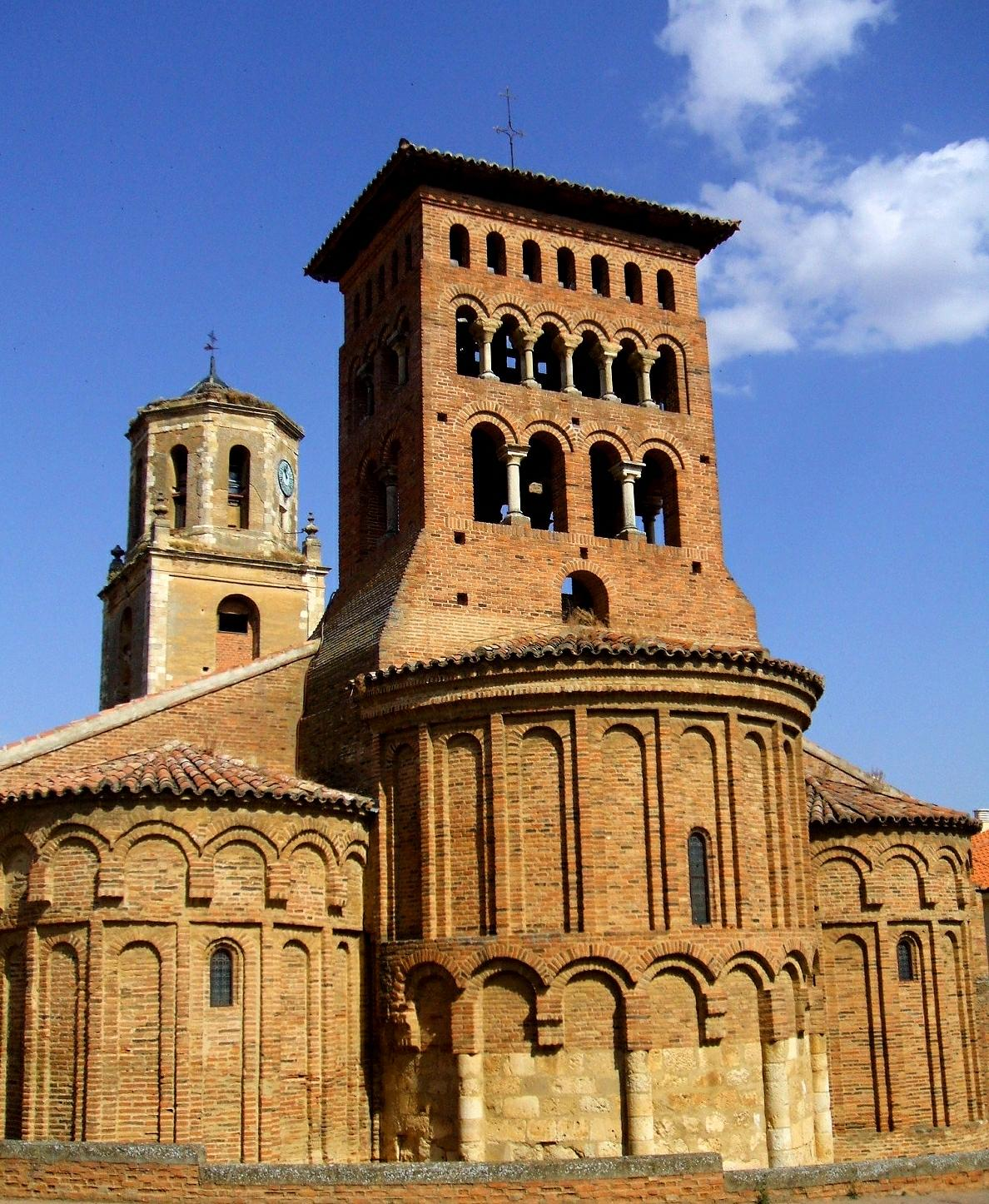
أقواس عمياء في الجدران الخارجية لكنيسة سان تيرسو، ساهجون، بإسبانيا

القوس الأعمى هو قوس موجود في جدار مبنى يُملأ وبالتالي لا يمكن استخدامه كممر أو باب أو نافذة. يرتبط المصطلح في أغلب الأحيان ببناء الجدران الحجرية، ولكن الأقواس العمياء موجودة أيضًا (أو تُحاكى) في أنواع أخرى من البناء مثل بناء الإطار الخفيف. بُنيَت بعض الأقواس العمياء في الأصل كأقواس مفتوحة ثم مُلئَت لاحقًا. بُنيَت بعض هذه الأقواس في الأصل باستخدام حشوة صلبة كعناصر أسلوبية مقصودة (تشكل الأقواس المتعددة رواقًا أعمى)، وقد برزت هذه العمارة لدى الفاطميين أيضًا.
المنطقة ذات الشكل نصف الدائري (أحيانًا تكون مثلثة الشكل تقريبًا) في الجزء العلوي من القوس الأعمى تسمى القوس الهلالية [الإنجليزية] . 

## طالع أيضًا
- رواق أعمى
- شريط لمبردي [الإنجليزية]
- شريط الأعمدة [الإنجليزية]